# Церква святих чудотворців і безсрібників Косми і Дам'яна (Ридодуби)
Церква святих чудотворців і безсрібників Косми і Дам'яна в Ридодубах — парафія і храм греко-католицької громади Деканату УГКЦ Бучацької єпархії Української греко-католицької церкви в селі Ридодуби Чортківського району Тернопільської области.

## Історія церкви
2002 року розпочалося будівництво церкви, фундамент для якої заклали ще в 1997 році під керівництвом Дмитра Юляхара. Роботи тривали три роки, і вже 2005 року храм було завершено.
При парафії діють: 
- братство «Апостольство молитви»,
- Паламарне братство,
- Марійська дружина,
- біблійний гурток.

## Парохи
- о. Андрій Мельник